# Дружба (Белгородская область)
Дру́жба — посёлок в Валуйском районе Белгородской области России. Входит в состав Яблоновского сельского поселения.

## География
Посёлок находится в юго-восточной части Белгородской области, в лесостепной зоне, в пределах юго-западной части Среднерусской возвышенности, на правом берегу реки Оскол, на расстоянии примерно 1 км (по прямой) к западу от города Валуйки, административного центра района. Абсолютная высота — 86 м над уровнем моря.
Климат
Климат характеризуется как умеренно континентальный. Средняя температура января −7,4 °C, средняя температура июля +20,3 °C. Годовое количество осадков составляет около 500 мм. Среднегодовое направление ветра юго-западное.
Часовой пояс
Посёлок Дружба, как и вся Белгородская область, находится в часовой зоне МСК (московское время). Смещение применяемого времени относительно UTC составляет +3:00.

## Население
| 2002 | 2010 |
| ---- | ---- |
| 122  | ↗278 |

Половой состав
По данным Всероссийской переписи населения 2010 года, в гендерной структуре населения мужчины составляли 44,4 %, женщины — соответственно 55,6 %.
Национальный состав
Согласно результатам переписи 2002 года, в национальной структуре населения русские составляли 89 %.

## Улицы
Уличная сеть посёлка состоит из двух улиц (Набережная и Сосновая).